# Lagraulas
Pour l’article homonyme, voir Jean Bilhères de Lagraulas.
Lagraulas est une ancienne commune du Gers. Le 1er janvier 1973, elle devient une commune associée de Vic-Fezensac,.

## Géographie

### Localisation
Lagraulas se situe en Gascogne, en Armagnac, dans le territoire de la commune de Vic-Fezensac.

### Voies de communication et de transports
Lagraulas est desservie par la D130.

## Toponymie
La municipalité est aussi mentionnée sous les noms de Laugraulas (1793) et Lagranlas (1801).

## Histoire
En 1801, la commune passa du canton de Lannepax au canton d'Eauze. Le 1er janvier 1973, Lagraulas fut fusionnée au sein de la commune de Vic-Fezensac, sous le régime de la fusion-association,. La commune fut ainsi transférée à l'arrondissement d'Auch et au canton de Vic-Fezensac. En 2014, Lagraulas est transférée au canton du Fezensac.

## Politique et administration

### Liste des maires
| Période                                  | Période  | Identité           | Étiquette | Qualité |
| ---------------------------------------- | -------- | ------------------ | --------- | ------- |
| 2014                                     | 2020     | Jean-François Agut |           |         |
| 2020                                     | En cours | Victor Jaffrès     |           |         |
| Les données manquantes sont à compléter. |          |                    |           |         |

## Population et société

### Démographie
| 1793 | 1800 | 1806 | 1821 | 1831 | 1836 | 1841 | 1846 | 1851 |
| ---- | ---- | ---- | ---- | ---- | ---- | ---- | ---- | ---- |
| 425  | 486  | 474  | 534  | 535  | lac. | 515  | 514  | 519  |

| 1856 | 1861 | 1866 | 1872 | 1876 | 1881 | 1886 | 1891 | 1896 |
| ---- | ---- | ---- | ---- | ---- | ---- | ---- | ---- | ---- |
| 464  | 434  | 408  | 366  | 392  | 386  | 441  | 425  | 377  |

| 1901 | 1906 | 1911 | 1921 | 1926 | 1931 | 1936 | 1946 | 1954 |
| ---- | ---- | ---- | ---- | ---- | ---- | ---- | ---- | ---- |
| 332  | 306  | 301  | 300  | 309  | 302  | 298  | 272  | 215  |

| 1962 | 1968 | - | - | - | - | - | - | - |
| ---- | ---- | - | - | - | - | - | - | - |
| 164  | 143  | - | - | - | - | - | - | - |

## Culture et patrimoine

### Lieux et monuments
- Église Sainte-Radegonde[5] et cimetière